# Vieux-Boucau-les-Bains
Vieux-Boucau-les-Bains è un comune francese di 1 635 abitanti situato nel dipartimento delle Landes, nella regione della Nuova Aquitania.

## Società

### Evoluzione demografica
Abitanti censiti